# Safaga
Safaga (arabsky: سفاجا, anglicky: Port Safaga) je přístav a turistické centrum v Egyptě na africkém pobřeží Rudého moře. Nachází se asi 60 km jižně od Hurghady, největšího turistického centra v této oblasti.

## Turistický průmysl
V okolí města bylo postaveno na pobřeží Rudého moře několik velkých hotelových komplexů, které lákají turisty zejména na ideální podmínky pro vodní sporty (windsurfing, kitesurfing, potápění a další), písčité pláže a blízkost několika velkých korálových útesů a ostrovů. Safaga je také východiskem pro turistické konvoje směřující z oblasti Hurghady a Safagy přes Východní poušť do nilského údolí (vzdáleného asi 200 km). Cílem turistů jsou starověké egyptské památky v Karnaku, Luxoru a pohřebiště faraónů v Údolí králů a královen.